# Resolutie 1675 Veiligheidsraad Verenigde Naties
Resolutie 1675 van de Veiligheidsraad van de Verenigde Naties werd unaniem door de
VN-Veiligheidsraad aangenomen op 28 april 2006 en
verlengde het mandaat van de VN-missie in de Westelijke Sahara met een half jaar.

## Achtergrond
Begin jaren 1970 ontstond een conflict tussen Spanje, Marokko, Mauritanië en de Westelijke
Sahara zelf over de Westelijke Sahara dat tot dan in Spaanse handen was. Marokko legitimeerde zijn aanspraak op
basis van historische banden met het gebied. Nadat Spanje het gebied opgaf bezette Marokko er twee derde van. Het
land is nog steeds in conflict met Polisario dat met steun van Algerije de onafhankelijkheid
blijft nastreven. Begin jaren 1990 kwam een plan op tafel om de bevolking van de Westelijke Sahara
via een volksraadpleging zelf te laten beslissen over de toekomst van het land. Het was de taak van de VN-missie
MINURSO om dat referendum
op poten te zetten. Het plan strandde later echter door aanhoudende onenigheid tussen de beide partijen waardoor
ook de missie nog steeds ter plaatse is.

## Inhoud

### Waarnemingen
De partijen in de Westelijke Sahara en de landen in die regio werden nogmaals opgeroepen om te blijven samenwerken
met de VN om de impasse in het politieke proces te doorbreken.

### Handelingen
De lidstaten werden opgeroepen om bij te dragen aan de financiering van
vertrouwensmaatregelen waardoor gescheiden families elkaar konden opzoeken.
Voorts verlengde de Veiligheidsraad het mandaat van de VN-missie in de Westelijke Sahara,
MINURSO, tot 31 oktober 2006.

## Verwante resoluties
- Resolutie 1598 Veiligheidsraad Verenigde Naties (2005)
- Resolutie 1634 Veiligheidsraad Verenigde Naties (2005)
- Resolutie 1720 Veiligheidsraad Verenigde Naties
- Resolutie 1754 Veiligheidsraad Verenigde Naties (2007)

Lijst ·  1652 ·  1653 ·  1654 ·  1655 ·  1656 ·  1657 ·  1658 ·  1659 ·  1660 ·  1661 ·  1662 ·  1663 ·  1664 ·  1665 ·  1666 ·  1667 ·  1668 ·  1669 ·  1670 ·  1671 ·  1672 ·  1673 ·  1674 ·  1675 ·  1676 ·  1677 ·  1678 ·  1679 ·  1680 ·  1681 ·  1682 ·  1683 ·  1684 ·  1685 ·  1686 ·  1687 ·  1688 ·  1689 ·  1690 ·  1691 ·  1692 ·  1693 ·  1694 ·  1695 ·  1696 ·  1697 ·  1698 ·  1699 ·  1700 ·  1701 ·  1702 ·  1703 ·  1704 ·  1705 ·  1706 ·  1707 ·  1708 ·  1709 ·  1710 ·  1711 ·  1712 ·  1713 ·  1714 ·  1715 ·  1716 ·  1717 ·  1718 ·  1719 ·  1720 ·  1721 ·  1722 ·  1723 ·  1724 ·  1725 ·  1726 ·  1727 ·  1728 ·  1729 ·  1730 ·  1731 ·  1732 ·  1733 ·  1734 ·  1735 ·  1736 ·  1737 ·  1738